# Zoo w Denver
Ogród zoologiczny w amerykańskim mieście Denver w Kolorado ma obszar ok. 80 akrów i został otwarty pierwszy raz w 1896 r. Zoo jest własnością miasta i częściowo czerpie fundusze na swoją działalność od Okręgu Środków Naukowych i Kulturalnych (SCFD). Ogród zoologiczny w Denver według stanu na 2005 r. był najchętniej odwiedzaną płatną atrakcją w mieście.

## Historia

### Wczesne lata
Zoo w Denver zostało założone w 1896 roku, kiedy to osierocone młode niedźwiedzia czarnego o imieniu Billy Bryan – skrót od William Jennings Bryan po amerykańskim polityku – zostało przekazane w prezencie Thomasowi S. McMurry (burmistrzowi Denver w latach 1895–1899). McMurry przekazał trudne do opanowania młode opiekunowi City Park, Alexandrowi J. Grahamowi, który od tego zwierzęcia rozpoczął działalność zoo. Inne zwierzęta w młodym zoo to rodzime ptactwo wodne w Duck Lake, rodzime pieski preriowe, antylopy, które wędrowały po parku, oraz stado bażantów złocistych, które później zasiedliły wschodnie równiny stanu.
W miarę rozrastania się tej kolekcji nowo utworzony zarząd parku nadal skupiał się niemal wyłącznie na pozyskiwaniu rodzimych zwierząt (z godną uwagi kolekcją bażantów i makaków królewskich jako wyjątkami), a jednymi z najbardziej popularnych zwierząt w parku były duże stada bizonów i łosi.
W 1905 roku do kolekcji zoo dodano populację wiewiórek, która szybko się rozrosła i zdziesiątkowała populację ptaków nad Duck Lake. Plan usunięcia wiewiórek został zarzucony, gdy obywatele zaprotestowali. Zamiast tego, tyle wiewiórek, ile dało się złapać, wysłano do Denver Mountain Parks.

### Połowa XX wieku
Zoo było bezładną menażerią aż do 1906 roku, kiedy to burmistrz Robert W. Speer oświadczył, że „więzienne kraty mogą zostać usunięte” na rzecz „betonowych skał, wodospadów, drzew itp.”. Speer zatrudnił miejskiego architekta krajobrazu, Saco R. DeBoera, do sporządzenia planów renowacji i mianował Victora H. Borcherdta na dyrektora zoo.
Borcherdt zaprojektował Bear Mountain, który został otwarty w 1918 roku.
Ustawa o ochronie ssaków morskich z 1972 roku uniemożliwiła trzymanie niedźwiedzi polarnych i lwów morskich w zagrodzie Bear Mountain. To i jego pogarszający się stan doprowadziły do renowacji ekspozycji o wartości 250 000 dolarów, która rozpoczęła się w 1987 roku (596 295 dolarów w 2021). Ekspozycja została ponownie otwarta w 1989 roku z niedźwiedziami grizzly i himalajskimi zajmującymi dwa północne wybiegi i ostronosami białonosymi na południowym krańcu.

### Lata 1990-obecnie
W 1993 roku zoo otworzyło wartą 11,5 miliona dolarów wystawę Tropical Discovery. Zaprojektowany przez biuro architektoniczne Anderson Mason Dale z Denver, ten kryty ogród tropikalny zwieńczony szklanymi piramidami jest akwarium i herpetarium Denver Zoo, a jego otwarcie podwoiło zarówno liczbę gatunków, jak i liczbę zwierząt w zoo. Oprócz zwierząt, z których 90% nigdy nie było prezentowanych w zoo, w ekspozycji znajduje się ponad 250 gatunków roślin.
W 2009 roku Denver Zoo było pierwszym zoo w Stanach Zjednoczonych, które uzyskało certyfikat ISO 14001. Park miejski przebudował swoje szklarnie w 2009 roku i w ramach tego projektu był w stanie zapewnić zoo własną dedykowaną szklarnię.
W 2015 roku, po pracach konserwatorskich wokół jeziora Titicaca w Peru, Denver Zoo przyjęło 20 żab Telmatobius culeus z Huachipa Zoo, a następnie stało się pierwszym ogrodem zoologicznym poza Ameryką Południową, który hoduje te rzadkie płazy. Niektóre z nich zostały przeniesione do innych instytucji w nadziei na zbudowanie zdrowej populacji w niewoli, która może zostać wypuszczona z powrotem do jeziora w przyszłości.